# Caserne de Carlisle
La caserne de Carlisle (Carlisle Barracks) est un bâtiment de l'armée des États-Unis situé à Carlisle (Pennsylvanie). Ce site héberge l'United States Army War College et il s'agit d'une des plus anciennes bases militaires encore en activité. Les premiers bâtiments sont construits en 1757 pendant la Guerre de la Conquête, affrontement entre les Français, leurs milices de la Nouvelle-France et leurs alliés autochtones d'un côté, et les Britanniques, leurs milices américaines et leurs alliés iroquois de l'autre, pour la domination coloniale de l'Amérique du Nord.
De 1879 à 1918, le site est cédé au département de l'Intérieur des États-Unis pour y implanter la Carlisle Indian Industrial School, l'un des premiers pensionnats pour Autochtones aux États-Unis ouverts pour « éduquer » et assimiler les enfants autochtones dans la culture euro-américaine. En 1891, le Congrès américain vote une loi pour développer ce programme. Lorsque les États-Unis s'engagent dans la Première Guerre mondiale, le pensionnat est fermé et la propriété est rendue au Ministère de la Guerre. En 1951, l'United States Army War College est transféré à la caserne de Carlisle.